# Governo Geral da Bélgica
O Governo Geral Imperial Alemão da Bélgica (em alemão:  Kaiserliches Deutsches Generalgouvernement Belgien) foi uma administração de ocupação do Exército Alemão que administrou uma das três zonas de ocupação separadas estabelecidas na Bélgica ocupada pelos alemães durante a Primeira Guerra Mundial.

## Governo e administração
O Governo Geral foi criado em 26 de agosto de 1914, quando o Marechal de Campo Colmar Freiherr von der Goltz foi nomeado governador militar da Bélgica.  Ele foi sucedido pelo General Moritz von Bissing em 27 de novembro de 1914. 
Logo após a nomeação de Bissing, o Alto Comando Alemão dividiu a Bélgica em três zonas administrativas distintas.  A maior das zonas era o Governo Geral, que incluía Bruxelas, a capital, e a maior parte do centro e leste da Bélgica.  A segunda zona, sob o controle do Quarto Exército Alemão, incluía as cidades de Gante e Antuérpia e era conhecida como Etappengebiet ("Área de Preparação").  A terceira zona, sob os auspícios da Marinha Alemã, incluía todas as zonas costeiras belgas sob ocupação alemã e as áreas mais próximas da linha de frente eram chamadas de Operationsgebiet ("Área Operacional"). 
A ocupação alemã tentou manter o sistema administrativo belga pré-guerra tão intacto quanto possível e orientá-lo utilizando um pequeno grupo de oficiais e funcionários alemães com competências linguísticas e administrativas adequadas. 
A ocupação levou ao limite as poucas restrições que o direito internacional impunha então a uma potência ocupante. Uma administração militar alemã severa procurou regular todos os detalhes da vida quotidiana, tanto a nível pessoal, com restrições de viagem e punições coletivas, como a nível económico, aproveitando a indústria belga em benefício alemão e cobrando indenizações maciças e repetitivas as províncias belgas. Entre as medidas da administração alemã estava a mudança da Bélgica do Horário de Greenwich para o Horário da Europa Central. Antes da guerra, a Bélgica era a sexta maior economia do mundo; mas os alemães destruíram tão profundamente a economia belga, desmantelando indústrias e transportando o equipamento e a maquinaria para a Alemanha, que esta nunca recuperou o nível anterior à guerra. Mais de 100.000 trabalhadores belgas foram deportados à força para a Alemanha para trabalhar na indústria bélica e para o norte de França para construir estradas e outras instalações militares em benefício dos militares alemães. 
O Alto Comando Alemão esperava explorar a tensão étnica entre os flamengos e os valões, e imaginou um protetorado alemão no pós-guerra na Flandres, enquanto a Valónia seria usada para materiais industriais e mão-de-obra juntamente com grande parte do nordeste da França. 
Em abril de 1917, Von Bissing morreu e foi sucedido por Ludwig von Falkenhausen. O governo terminou com o Armistício de Compiègne.

### Governadores Gerais Militares
| N° | Retrato | Nome                             | Período   | Notas |
| -- | ------- | -------------------------------- | --------- | --- |
| 1  |         | Freiherr Colmar von der Goltz    | 1914–1914 | Serviu como governador-geral de agosto de 1914 a novembro de 1914. Como chefe da força de ocupação inicial, procurou reprimir a resistência belga rapidamente. Os crimes de guerra e os métodos de punição utilizados foram denominados coletivamente de "Estupro da Bélgica" na propaganda aliada. Essas ações foram elogiadas por Adolf Hitler em 1941. Após seu curto mandato, ele foi transferido para o Teatro Otomano. |
| 2  |         | Freiherr Moritz von Bissing      | 1914–1917 | Serviu como governador-geral de dezembro de 1914 até poucos dias antes de sua morte por doença pulmonar em abril de 1917. Ele supervisionou as políticas da Flamenpolitik. A agora extinta Universidade Von Bissing foi nomeada em sua homenagem. |
| 3  |         | Freiherr Ludwig von Falkenhausen | 1917–1918 | Serviu como governador-geral de maio de 1917 até o fim da guerra em novembro de 1918. As últimas tropas alemãs deixaram a Bélgica 12 dias após o armistício. 23 anos depois, o sobrinho de Falkenhausen, Alexander von Falkenhausen, serviria como governador militar da Bélgica durante a Segunda Guerra Mundial. |